# Egervölgy
Egervölgy je vas na Madžarskem, ki upravno spada pod Vasvársko okrožje Železne županije.